# Трофімов Микола Миколайович
Трофімов Миколай Миколайович (рос. Трофимов Николай Николаевич; 21 січня 1920, Севастополь — 7 листопада 2005, Санкт-Петербург) — російський і радянський актор театра і кіно. Заслужений артист РРФСР (1960). Народний артист РРФСР (1974). Народний артист СРСР (1990).

## Життєпис
Народився у місті Севастополь в родині робочого. Акторську кар'єру розпочав у віці 14 років, коли зіграв епізодичну роль підлітка-раба (без слів) у Севастопольському театрі юних глядачів (вистава «Хижка дяді Тома»). Починав у художній самодіяльності школи, коли читав малі оповідання Антона Чехова.
Після закінчення школи прибув у Ленінград, де здав іспити у Театральний інститут і був прийнятий одразу. Його керівник — Б. В. Зон.
На молоді роки актора випали роки другої світової війни. Миколу Трофімова узяли у ансамбль «П'ять морів», котрий організував Ісаак Дунаєвський для концертів перед вояками. Ансамбль був великим за кількістю учасників (260 артистів) і різнобарвним за жанровою тематикою, бо серед учасників були музиканти, балетні танцівники, актори. Ансамбль «П'ять морів» проіснував до 1943 року і був подрібнений на малі концертні бригади.
Під час гастролей ансамблю у місті Тбілісі невеликого на зріст і кумедного актора і побачив театральний режисер Товстоногов Георгій Олександрович. Після 17 років праці у Ленінградському театрі комедії був запрошений на працю у Великий драматичний театр імені Горького, керівником котрого на той час був Товстоногов.
1946 року актор Микола Трофімов демобілізувався із армії і був прийнятий у Ленінградський театр комедії. Там працював із театральним режисером Акімовим Миколаєм до 1963 року. Там же зустрів свою першу дружину, з котрю прожив більше п'ятдесяти років. Донька актора (перекладач за фахом) мешкає у Італії.
Як актор Микола Трофімов мав непогані ролі і у кіно, серед котрих капітан Тушин у «Війні і мирі» С. Бондарчука та у водевілі «Лев Гурич Сінічкін», де повністю використали його комедійне амплуа. Хоча актор мріяв про роль науковця або жебракуючого філософа. Сам Микола Трофімов полюбляв філософську літературу, мало схожу на його комедійне амплуа.
Знявся у ряді українських картин. Працював на озвучуванні фільмів і мультфільмів.
Нагороджений орденами і медалями.
Помер у Санкт-Петербурзі 2005 року.

## Фільмографія
(вибірково)
- «Йшов солдат з фронту» (1939)
- «Пирогов» (1947)
- «Мусоргський» (1950, студент)
- «Бєлінський» (1953)
- «Приборкувачка тигрів» (1954)
- «Медовий місяць» (1956)
- «Таланти і шанувальники» (1956, Вася, купець)
- «Повість про молодят» (1959, Кукушкін, батько чотирьох дочок)
- «Як мотузочок не в'ється» (1961)
- «Строкаті розповіді» (1961)
- «Смугастий рейс» (1961, штурман)
- «Каїн XVIII» (1963, агент таємної поліції № 214, зображував позолочену статую у фонтані)
- «Третя молодість» (1965, Петров)
- «Міщани» (1966, вистава ВДТ)
- Війна і мир (1967, Тушин)
- «Хроніка пікіруючого бомбардувальника» (1967, майор, комендант аеродрому)
- «Діамантова рука» (1968, полковник міліції)
- «Трембіта» (1968)
- «На шляху в Берлін» (1969, ст. лейтенант Іван Єгорович Зайцев, зв'язківець)
- «Африканич» (1970, Африканич)
- «Чарівна сила мистецтва» (1970, директор школи)
- «Літні сни» (1972, дід Слива)
- «Тютюновий капітан» (1972, думний дяк Акакій Львович Плющихін)
- «Лев Гурич Сінічкін» (1974, Лев Гурич Сінічкін)
- «Одинадцять надій» (1975)
- «Повість про невідомого актора» (1976)
- «Блокада» (1977)
- «Степ» (1977)
- «Про Червону Шапочку» (1977, Товстий Вовк)
- «Соловей» (1979, генерал-адмірал)
- «Довгі дні, короткі тижні...» (1980)
- «Бідна Маша» (1981)
- «Принцеса цирку» (1982)
- «Ось такі дива» (1982)
- «У старих ритмах» (1982, начальник карного розшуку Василь Кузьмич Штиков)
- «Батьки і діди» (1982)
- «Вільний вітер» (1983)
- «Рудий, чесний, закоханий» (1984)
- «Фро» (1984, Ефстафьев, батько Фросі)
- «Витівки в старовинному дусі» (1986)
- «Гроза над Руссю» (1992)
- «Пристрасті за Анжелікою» (1993)
- «Кумпарсіта» (1993)
- «Вулиці розбитих ліхтарів» (1998)
- «Чи не послати нам... гінця?» (1998)
- «Місто без сонця» (2005) та ін.